# 邱
邱（きゅう）は、漢姓の一つ。

## 中国
もともとは「丘」姓で、清の雍正帝の時代に頒布された孔子の諱「丘」を避けるという旨の詔により改姓したものである。
2020年の中華人民共和国の第7回全国人口調査（国勢調査）に基づく姓氏統計によると中国で73番目に多い姓であり、388.72万人がいる。一方、台湾の2018年の統計では第16位で、343,784人がいる。

### 著名な人物
- 邱心如 - 清の弾詞（中国語版）作家。彼女の伝世する作品「筆生花」は女性作家によって書かれた中国封建社会の女性の思想感情と生活運命を反映した。
- 邱永漢 - 台湾出身の日本の実業家、作家。本名は邱炳南。
- 邱少雲 - 中華人民共和国の軍人。
- ハーマン・ヤウ（中国語版）（邱礼涛） - 香港の映画監督。
- 邱心志（中国語版） - 台湾の俳優。
- チンミー・ヤウ（中国語版）（邱淑貞） - 香港の女優。
- 邱実 - 中華人民共和国、長春市出身の日本の実業家。
- 邱威傑（中国語版） - 台湾のインフルエンサー／ユーチューバー。2018年の時に台北市議員選挙を出馬し当選した。

## 朝鮮
邱（ク）は、朝鮮人の姓の一つである。
淵源は不詳。朝鮮半島において丘氏は多いが、中国のように避諱して改姓する人が少なかったため、邱氏は珍しいという。

### 氏族
2015年の調査によると、恩津邱氏は69人、残りの14人の本貫は不明。

### 人口と割合
戸籍部を中心にした中枢院調査によれば、1930年代初め慶北金泉市農所面に初めて1世帯が現われた。1960年度の調査では慶北14人、江原2人等、16人がいた。
| 年度   | 人口  | 世帯数  | 順位         | 割合 |
| ------ | ----- | ------- | ------------ | ---- |
| 1960年 | 16人  |         |              |      |
| 1985年 | 307人 | 62世帯  | 274姓中195位 |      |
| 2000年 | 875人 | 280世帯 | 285姓中178位 |      |
| 2015年 | 83人  |         |              |      |